# Курант, Рихард
Ри́хард Ку́рант (8 января 1888, Люблинец, Германская империя, ныне Польша — 27 января 1972, Нью-Йорк, США) — немецкий и американский математик, педагог и научный организатор.
Известен как автор классической популярной книги по математике «Что такое математика?», а также один из авторов критерия Куранта — Фридрихса — Леви.

## Биография
Рихард Курант родился в еврейской семье. В 1890-х годах семья часто переезжала: в Глац, Бреслау, а затем в Берлин (1905).
Рихард поступил в университет Бреслау, но поняв, что уровень обучения там недостаточно высок, продолжил образование сначала в Цюрихском, затем в Гёттингенском университетах. В Гёттингене Курант стал учеником и помощником Д. Гильберта. В 1910 году он получил степень доктора за работу «О применении принципа Дирихле к проблеме конформных отображений». В 1914 году он был призван в армию кайзеровской Германии и принимал участие в Первой мировой войне, служа на французском фронте. Демобилизовавшись в 1919 году, Курант получает назначение на профессорскую должность в университете Мюнстера. В 1920 году он вернулся в Гёттинген.
С 1920 по 1933 годы он был профессором Гёттингенского университета. После прихода нацистов к власти в Германии и разгрома Математического института в Гёттингене Куранту пришлось эмигрировать. Один год он провёл в Кембридже, затем переехал в США.
С 1936 года Курант работал профессором Нью-Йоркского университета. В Нью-Йорке ему было поручено создание специального математического института, что он весьма успешно осуществил. В 1958 году, когда Куранту было уже 70 лет, он покинул пост директора Математического института, но продолжал активное сотрудничество с ним. В 1964 году заведение получило название Курантовский институт математических наук.
В 1963 году посетил СССР в связи с участием в Советско-американском симпозиуме по дифференциальным уравнениям с частными производными, в 1966 году Курант стал иностранным членом АН СССР.
Основные научные результаты Куранта относятся к теории конформных отображений, к краевым задачам для уравнений математической физики.
Среди учеников Куранта наиболее известны М. Крускал, Г. Леви, У. Феллер, К. О. Фридрихс, П. Лакс.

## Семья
- Первая жена (1912—1916) — геометр Нелли Нейман[англ.] (1886—1942), в ноябре 1941 года была депортирована в гетто на территории Белоруссии и вскоре убита.
- В 1919 году женился на Нерине (Нине) Рунге (1891—1991), дочери математика Карла Рунге, внучке физиолога Эмиля Генриха Дюбуа-Реймона; их дети:
  - Физик-ядерщик Эрнест Курант (1920—2020).
  - Биолог Гертруда Курант (1928—2014), была замужем за математиком Юргеном Мозером.
  - Физик Ханс Курант (1924—2019), профессор Университета Миннесоты.
  - Скрипачка Леонора Курант (1928—2015), была замужем за математиками — профессором Нью-Йоркского университета Джеромом Берковицем (1928—1998) и Питером Лаксом.
- Двоюродная сестра — Эдит Штайн, философ и монахиня-кармелитка.

## Труды
- Über die Anwendung des Dirichletschen Prinzipes auf die Probleme der konformen Abbildung, Inaugural—Dissertation zur Erlangung der Doktorwürde der hohen philosophischen Fakultät der Georg-August Universität zu Göttingen, Göttingen, W. Fr. Kaestner (1910).
- Zur Bergündung des Dirichletschen Prinzipes, K. Gesellschaft der Wissenchaften zu Göttingen. Nachrichten. Math.-Phys. Klasse, 1-7 (1910).
- Über die Anwendung des Dirichletschen Prinzipes auf die Probleme der konformen Abbildung, Math. Ann. 71:2, 145—183.
- Über die Methode des Dirichletschen Prinzipes, Math. Ann. 72:4, 517—550.
- Geometrische und philosophische Untersuchungen über den Raum, Handwörterbuch der Naturwissenschaften 8, 120—123.
- Zur Theorie der kleinen Schwingungen, Z. für Angew. Math. und Mech. 2, 278—285.
- Bemerkung zu meiner Note «Über eine Eigenschaft der Abbildungsfunktionen bei konformer Abbildung», K. Gesellschaft der Wissenschaften zu Göttingen. Nachrichten. Math.-Phys. Klasse, 1-2.
- Über ein konvergenzerzeugendes Prinzip in der Variationsrechnung, K. Gesellschaft der Wissenschaften zu Göttingen. Nachrichten. Math.-Phys. Klasse, 144—150.
- Beweis des Satzes, dass von alien homogenen Membranen gegebenen Umfanges und gegebener Spannung die kreisförmige den tiefsten Grundton besizt, Math. Z. 1:2/3, 321—328.
- Über die Lösungen der Differentialgleichungen der Physik, I. Mitteilung, Math. Ann. 85, 280—325.
- Über die Schwingungen eingespannter Flatten, Math. Z. 15:3/4, 195—200.
- The least dense lattice packing of two-dimensional convex bodies, Comm. Pure and Appl. Math. 18:1/2, 339—343. (1965)
- Introduction to calculus and analysis. Interscience, New York, vol. II (with F. John, 1974).

В переводах на русский язык:
- Курс дифференциального и интегрального исчисления, т. 1, 4 изд., М., 1967; т. 2, 2 изд., М., 1970;
- Р. Курант совм. с Г. Роббинсом. Что такое математика. old.mccme.ru. Дата обращения: 23 июля 2025., 2 изд., М., 1967;
- Теория функций, М., 1968 (совм. с А. Гурвицем);
- Методы математической физики. т. 1. М.-Л.: ГТТИ, 1933 (совм. с Д. Гильбертом);
- Методы математической физики. т. 2. М.-Л.: ГТТИ, 1945 (совм. с Д. Гильбертом);
- Методы математической физики, т. 2 — Уравнения с частными производными, М., 1964.